# Langelandsbælt
Langelandsbælt er den sydlige del af Storebælt mellem Langeland og Lolland. På den østlige side ligger Nakskov Fjord.
Bæltet krydses af færgeforbindelsen Spodsbjerg-Tårs.

## Naturbeskyttelse
I sommeren 2013 effektuerede Fødevareministeriet et stop for bundtrawl i en beskyttelseszone omkring visse rev og flak i Langlandsbælt. Den nye lovgivning er en del af en landsdækkende indsats på initiativ af den Danske Stat, som efter eget udsagn skal sikre fuld beskyttelse af rev i danske farvande. Lovgivningen er en naturlig konsekvens af Danmarks forpligtelser i EU samarbejdet. Udover områderne i Langelandsbælt omfatter de nye love havbundsområder i Smålandsfarvandet, Aarhus Bugt og Hjelm Bugt. Alle beskyttelseszonerne er på 240 m og den nye lovgivning trådte i kraft med virkning fra 1. september 2013. Danmarks Fiskeriforening har udtrykt en vis bekymring for de nye regler, bortset fra fredningerne af Mejlflak i Aarhus bugten.